# Bücherverbrennung in Hannover
Die Bücherverbrennung in Hannover erfolgte am 10. Mai 1933 an der Bismarcksäule nach ähnlichem Muster wie die anderen Bücherverbrennungen in Deutschland, jedoch weniger straff organisiert.

## Geschichte

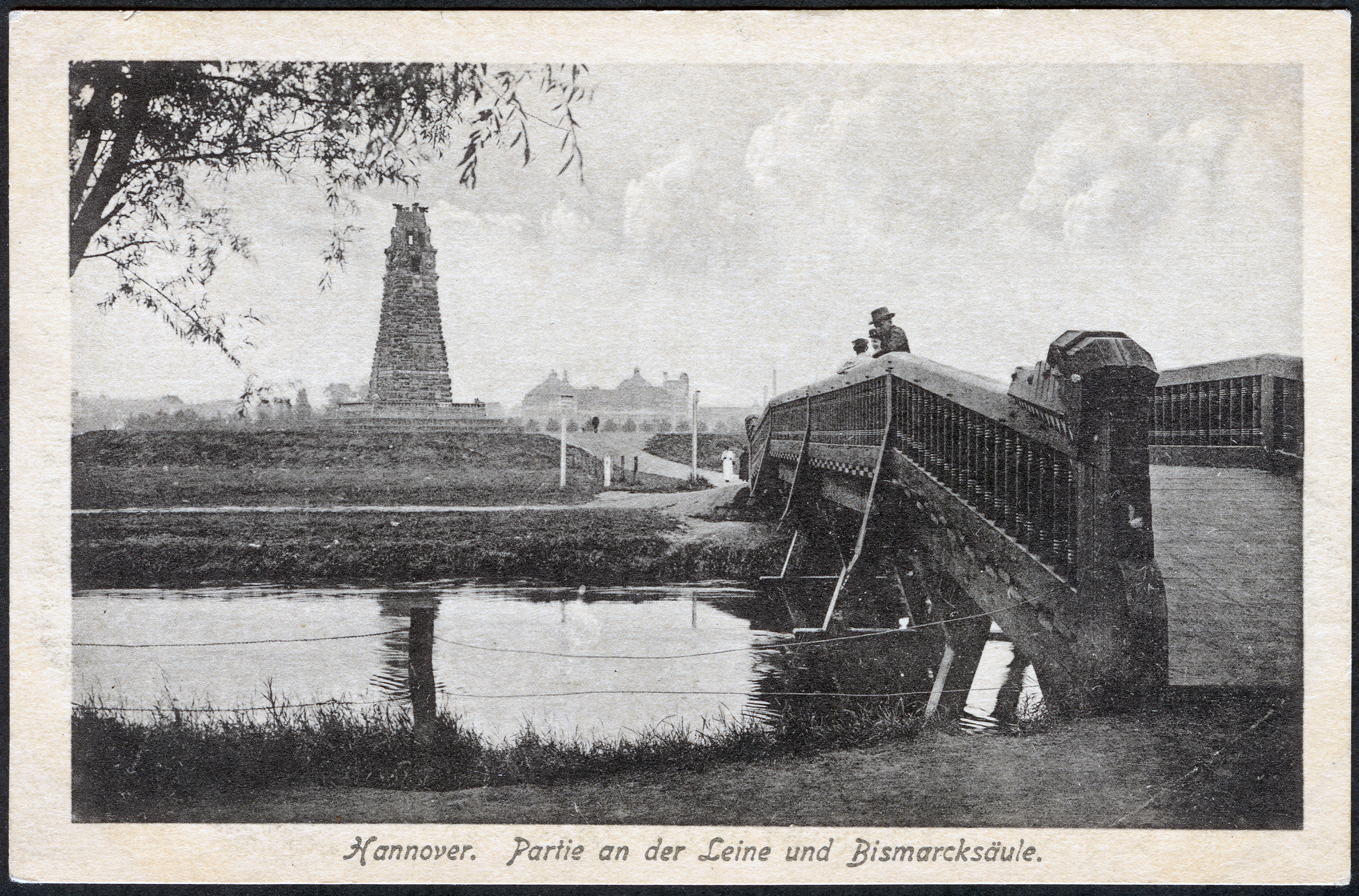
Die Bismarcksäule um 1912, Ort der späteren Bücherverbrennung, im Hintergrund die Bismarckschule
(Ansichtskarte Nummer 558 von Ernst Walther, um 1912; aus der Sammlung von Rainer Hoffschildt)

Kurz nach der Machtergreifung durch die Nationalsozialisten im Jahr 1933 initiierte das Reichsministerium für Volksaufklärung und Propaganda das Ausmerzen „undeutscher Kunst und Literatur“ als „Aktion wider den undeutschen Geist“. Mit der Durchführung wurde der Nationalsozialistische Deutsche Studentenbund beauftragt. In Hannover bildete sich daraufhin ein dreiköpfiger „Kampfausschuss“, dem als Vertreter der TH Hannover Curt Habicht angehörte. Hauptbestandteil einer vorbereitenden „Aufklärungsaktion“ war ab dem 12. April 1933 die Verbreitung von „12 Thesen wider den undeutschen Geist“; das entsprechende Flugblatt für den „Kampfausschuss der Deutschen Studentenschaft Hannover“ unterzeichnete I. A. Hansen. Daraufhin durchsuchten Mitglieder des studentischen „Kampfausschusses“, meist in SA-Uniform, in pedantischer Kleinarbeit Buchläden, Leihbüchereien, Schul- und Hochschulbibliotheken und auch private Bestände, um Werke von jüdischen und politisch linken Autoren zu beschlagnahmen. Selbst Arbeiten von Liberalen und Pazifisten, aber auch sogenannte „erotische“ Literatur, insbesondere „homoerotische“, gleich ob wissenschaftlich oder belletristisch, stand auf den undatierten Schwarzen Listen. Doch die hannoverschen „Stoßtrupps“ waren offenbar schlecht informiert, nicht im Besitz Schwarzer Listen und gingen in Hannover ungleich stümperhafter vor als beispielsweise gegen das Institut für Sexualwissenschaft von Magnus Hirschfeld in Berlin. So beschwerte sich ein Parteigenosse am 9. Mai 1933 in einem Brief an die NSDAP:

„Betr.: Aktion gegen die Schmutz- und Schundliteratur

Am Sonnabend vormittag erschienen zwei SA-Leute in der wohl als national zu bezeichnenden Buchhandlung Richard Beek, Lister Platz, und verlangten, wie mir mitgeteilt wird, einige exotische Schriften. Nachdem sich nach einigem Hin und Her herausgestellt hatte, dass sie erotische Schriften meinten, wurden ihnen einige Bücher ausgehändigt. Die beiden S.A.-Leute verließen dann den Laden...“

In demselben Brief beschwerte sich der Parteigenosse, dass die Buchhandlung am Lister Platz am Nachmittag ein zweites Mal von zwei S.A.-Leuten aufgesucht wurde und das nunmehr erfolglose Vorhaben der Beschlagnahmung „lebhaften Unwillen ... bei der Kundschaft“ auslöste.
Sammelstellen für die zu verbrennenden Bücher waren die Technische Hochschule, die Tierärztliche Hochschule, das Goethegymnasium und das Realgymnasium, die Leibnizschule und die Humboldtschule sowie die Staatlich-städtische Handwerker- und Kunstgewerbeschule. Der Direktor der Leibnizschule, Fritz Heiligenstaedt, zugleich stellvertretender Leiter der Städtischen Abendschule sowie Leiter der „Beratungsstelle für das volkstümliche Büchereiwesen in der Provinz Hannover“, meldete dem „Kampfausschuss“ die „Reinigung“ seiner Büchereien und fügte ein Schreiben seiner Beratungsstelle an die Büchereien bei, in dem es unter anderem hieß:

„Zu entfernen ist unter allem Umständen: ... belehrende und unterhaltende Literatur, welche die sittlichen und religiösen Grundlagen unseres Volkslebens untergräbt.“

Aus ganz Hannover kam eine Wagenladung von Büchern zusammen, die am 10. Mai 1933 an der Bismarcksäule verbrannt wurde. Am Tag darauf berichtete der Hannoversche Kurier, dass der studentische Fackelzug an der Herrenhäuser Allee am Georgengarten begann, seinen Weg nahm durch die gesamte hannoversche Innenstadt, gesäumt von tausenden von Zuschauern, vom Königsworther Platz durch die Lange Laube, Georgstraße, Hildesheimer Straße und Geibelstraße bis zur Bismarcksäule. An der Spitze marschierte die nationalsozialistische Studentenschaft, gefolgt von einer S.A-Kapelle, den Korporationen in vollem Wichs, unter denen sich auch Mitglieder des „Akademischen Reitklubs“ zu Pferde befanden. Unter „aufrüttelnden“ Ansprachen verschiedener Redner, darunter wieder Victor Curt Habicht, und „unter dem Jubel der großen Zuschauermenge“ wurden Werke von Karl Marx, Kautsky, Heinrich Mann, Erich Kästner, Heinrich Heine und vieler anderer auf einem Scheiterhaufen an der Bismarck-Säule verbrannt. Die Niedersächsische Tageszeitung berichtete am 12. Mai des Jahres, dass auch „eine ganze Reihe ‚prominenter‘ Erotiker“ dabei gewesen wäre.

## Gedenkveranstaltungen zum 80. Jahrestag

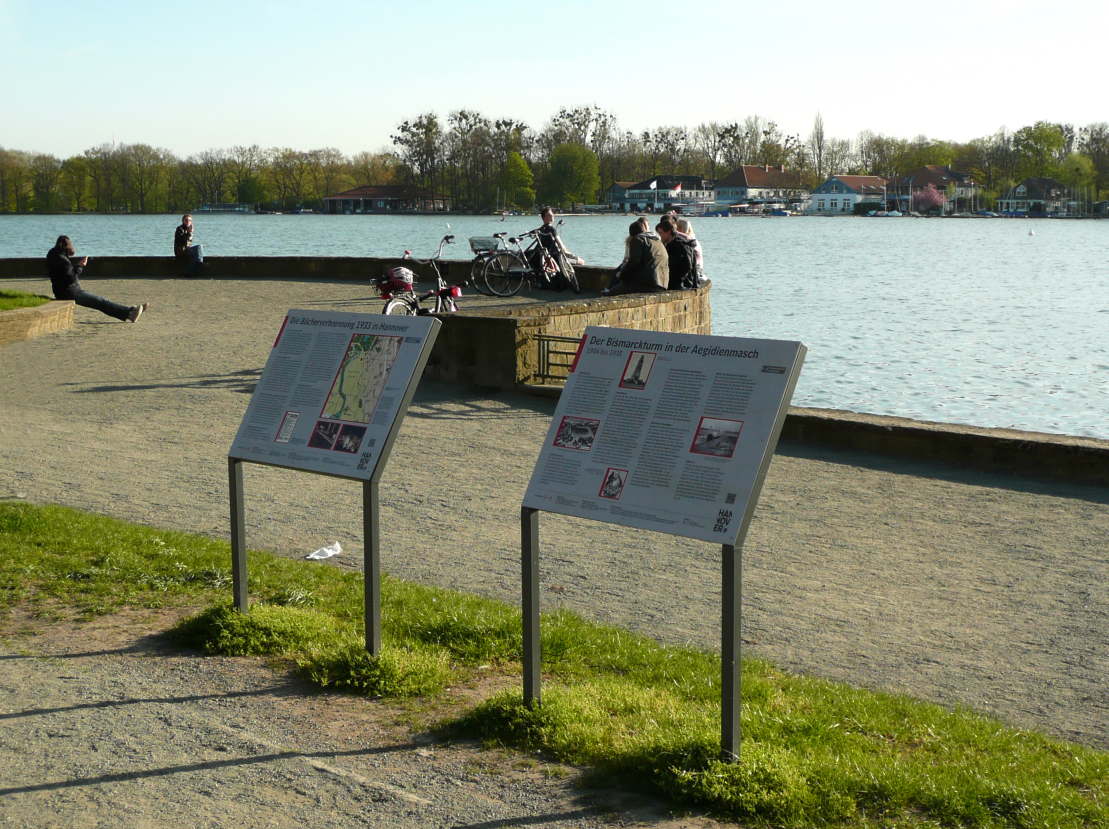
Informationstafeln zur Bücherverbrennung und zur Bismarcksäule

Zum 80. Jahrestages der Bücherverbrennung am 10. Mai 2013 hat das Projekt Erinnerungskultur der Landeshauptstadt Hannover einen Flyer zur Veranstaltung Der Weg der verbrannten Bücher herausgegeben. Dieser informiert über die fünf Stationen der Veranstaltung, wo „kleine Informationsveranstaltungen, Lesungen und Aktionen zu den Autoren und ihren Büchern“ stattfanden:
- Eröffnungsreden im Lichthof des Hauptgebäudes der Gottfried Wilhelm Leibniz Universität Hannover, Welfenplatz 1
- Ausstellung zu Werner Kraft in der Geschäftsstelle der Madsack-Gruppe, Mendini-Haus, Lange Laube 8
- Aufführung Die verbrannten Lieder am Mahnmal für die ermordeten Juden Hannovers, Opernplatz
- Enthüllung einer Gedenktafel, Geibelbastion am Maschsee
- Zentrale Gedenkveranstaltung auf einem Boot der Maschsee-Flotte, von der Anlegestelle des Nordufers aus.[7]